# Anoda cristata
Espèce
Classification phylogénétique
L'anode - Anoda cristata - est une espèce de la famille des Malvacées originaire d'Amérique centrale et du Sud.

## Description
Anoda cristata est une plante herbacée de 30 à 60 cm de haut.
La floraison, se prolongeant durant tout l'été, est mauve.
Le fruit est divisé en locules monograines.

## Distribution
Anoda cristata est originaire du Mexique et de l'Amérique centrale, avec une distribution secondaire qui va de l'Arizona a l'Amérique du Sud et les Caraïbes.

## Utilisation
Adventice largement utilisée dans l'alimentation humaine chez les Mixtèques des montagnes du Guerrero. Elle n'est considérée que pour nourrir les animaux chez les Mayas de la péninsule du Yucatán. Plante ornementale en Europe.

## Taxinomie
Cette espèce est décrite une première fois en 1753 par Carl von Linné dans le genre Sida : Sida cristata L.
Dans sa description du genre, Antonio José Cavanilles, en 1785, la nomme  Anoda hastata et en fait l'espèce type.
Cette espèce est redécrite par la suite plusieurs fois sous différents noms par Cavanilles lui-même, Carl Ludwig von Willdenow et Rodolfo Armando Philippi en particulier.
En 1837, Diederich Franz Leonhard von Schlechtendal renomme le basionyme de Carl von Linné en Anoda cristata et établit déjà quelques synonymies.
En 1987, Paul Arnold Fryxell complète la synonymie de cette espèce.

### Synonymes
Il résulte donc une synonymie abondante :
- Anoda acerifolia Cav. (1803)[6]
- Anoda acerifolia var. minoriflora Hochr. (1916)
- Anoda arizonica A.Gray (1887)
- Anoda dilleniana Cav. (1785)
- Anoda fernandeziana Steud. (1856)
- Anoda hastata Cav. (1785)
- Anoda hastata var. depauperata A.Gray (1887)
- Anoda lavateroides Medik. (1787)
- Anoda populifolia Phil. (1857)
- Anoda triangularis (Humb. & Bonpl. ex Willd.) DC. (1824)
- Anoda triloba Cav. (1785)
- Anoda zuccagnii (Spreng.) Fryxell (1987)
- Cavanillea hastata (Cav.) Medik. (1787)
- Sida centrota Spreng. (1827)
- Sida cristata L. (1753)
- Sida deltoidea Hornem. (1807)
- Sida dilleniana (Cav.) Willd. (1800)
- Sida hastata (Cav.) Willd. (1800)
- Sida mexicana Scop. (1786)
- Sida quinqueangulata D.Dietr. (1847)
- Sida triangularis Humb. & Bonpl. ex Willd. (1809)
- Sida zuccagnii Spreng. (1826)

Elle compte aussi des variétés, elles-mêmes sources de synonymie :
- Anoda cristata var. albiflora Hochr. (1916)
- Anoda cristata var. brachyantha (Rchb.) Hochr. (1916) (synonyme : Anoda brachyantha Rchb.)
- Anoda cristata var. digitata (A.Gray) Hochr. (1916) (synonymes : Anoda arizonica var. digitata A.Gray, Anoda triangularis var. digitata (A.Gray) B.L.Rob.)
- Anoda cristata var. typica Hochr. (1916)

### Variétés
L'utilisation ornementale de cette espèce l'a diffusée à l'ensemble des pays à climat tempéré. Quelques variétés horticoles sont disponibles comme :
- Anoda cristata 'Alba'
- Anoda cristata 'Opal cup'

## Pathogènes
Cette plante peut être tuée par l’action conjuguée des champignons microscopiques Alternaria macrospora et Fusarium lateritium.

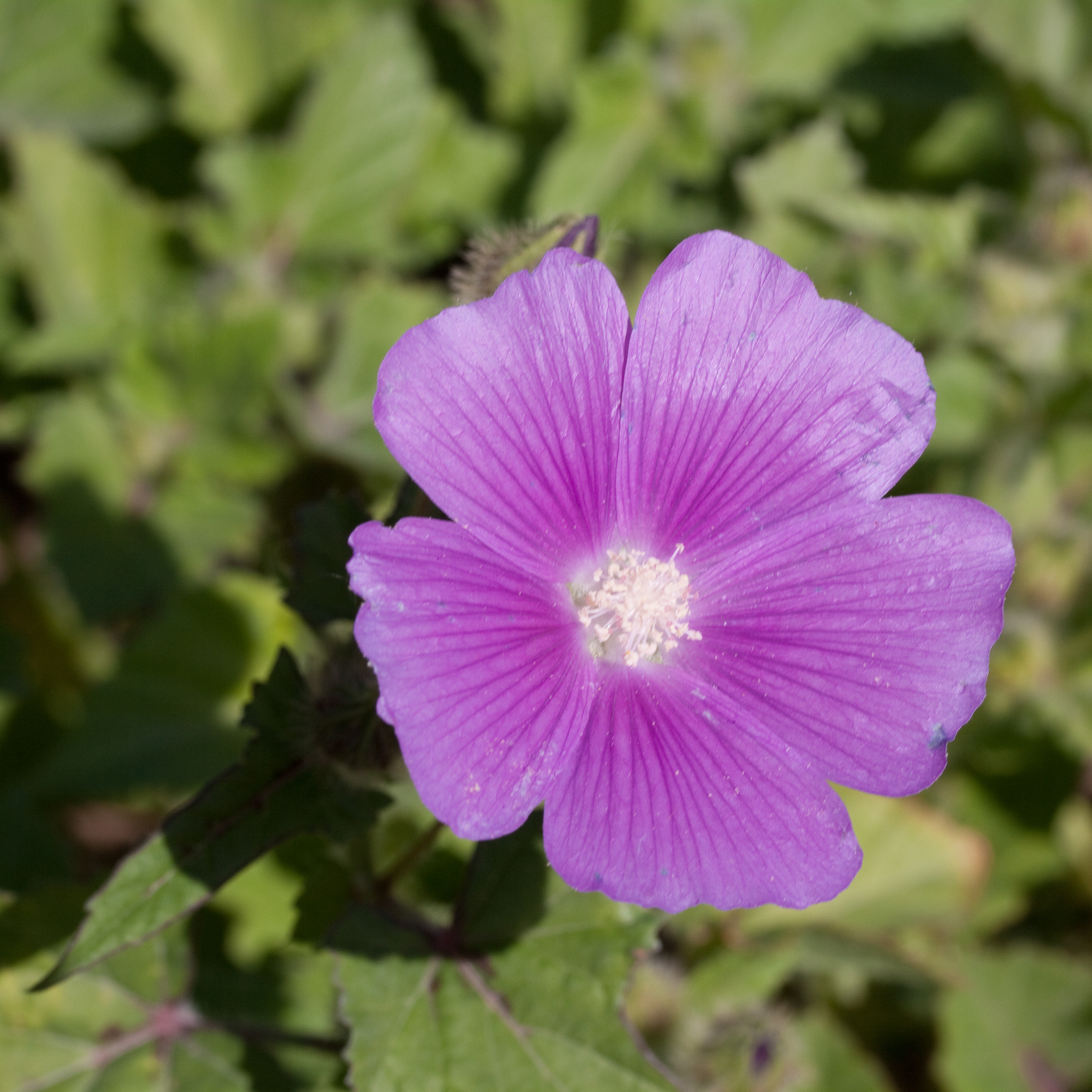
Fleur
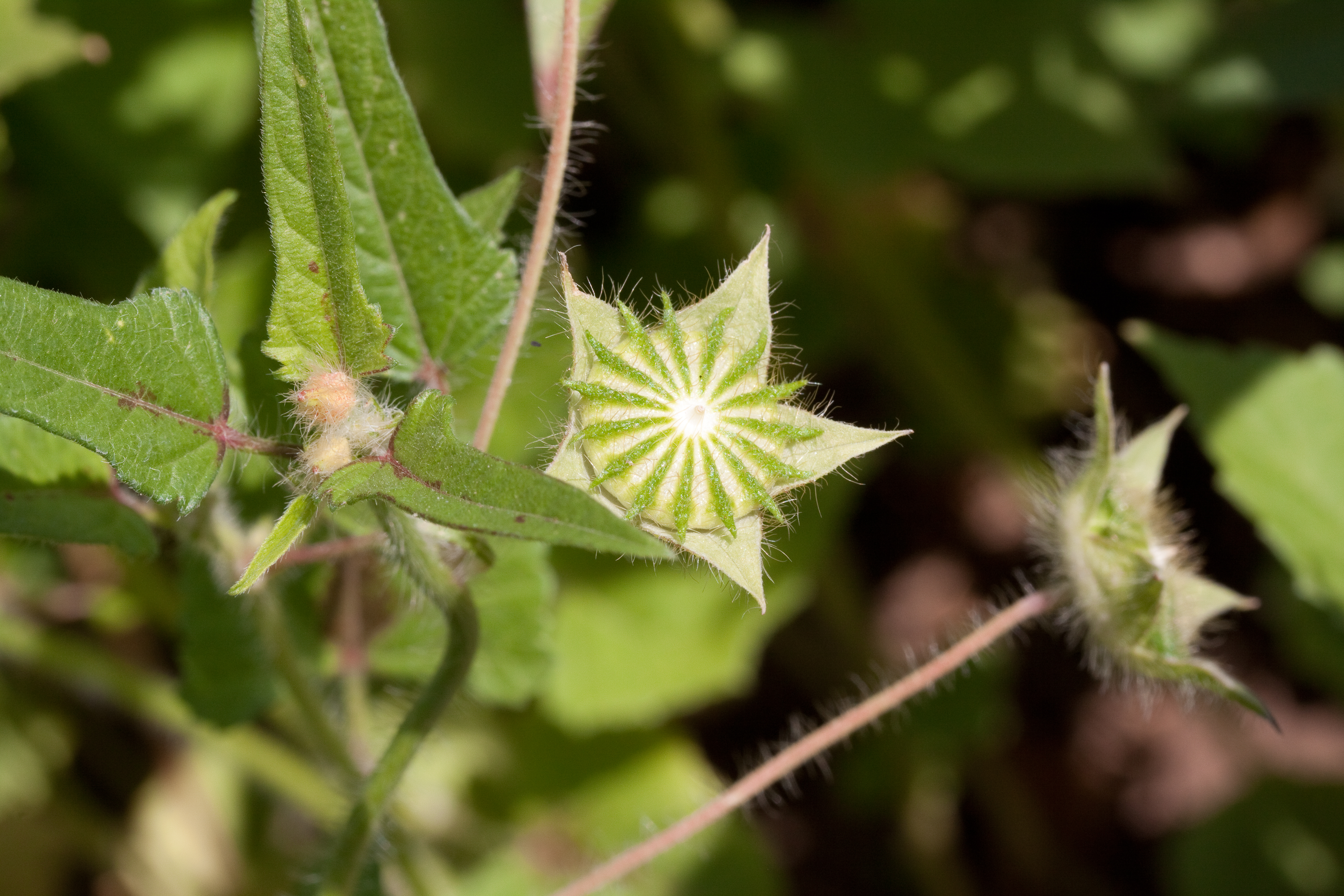
Jeune fruit
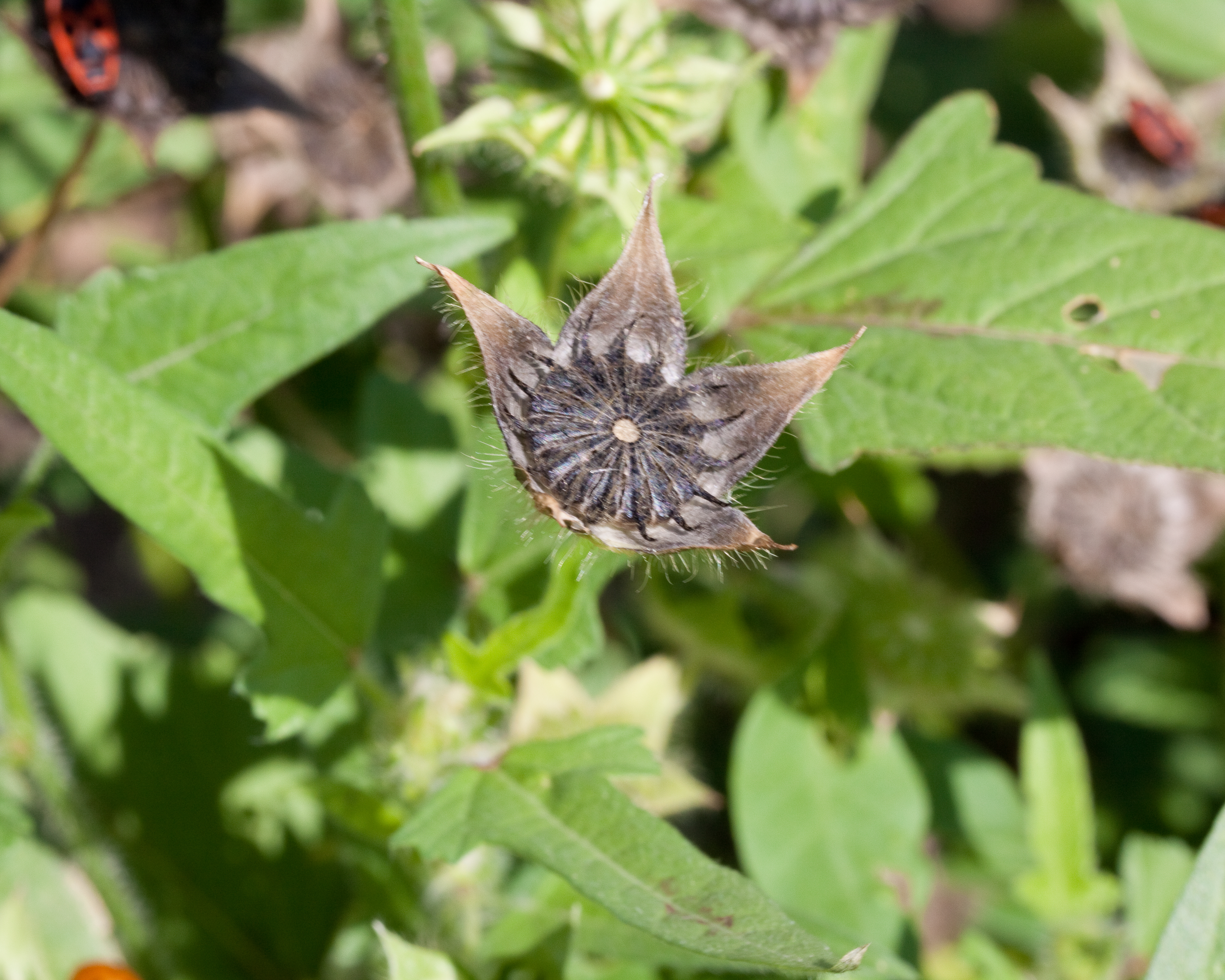
Fruit
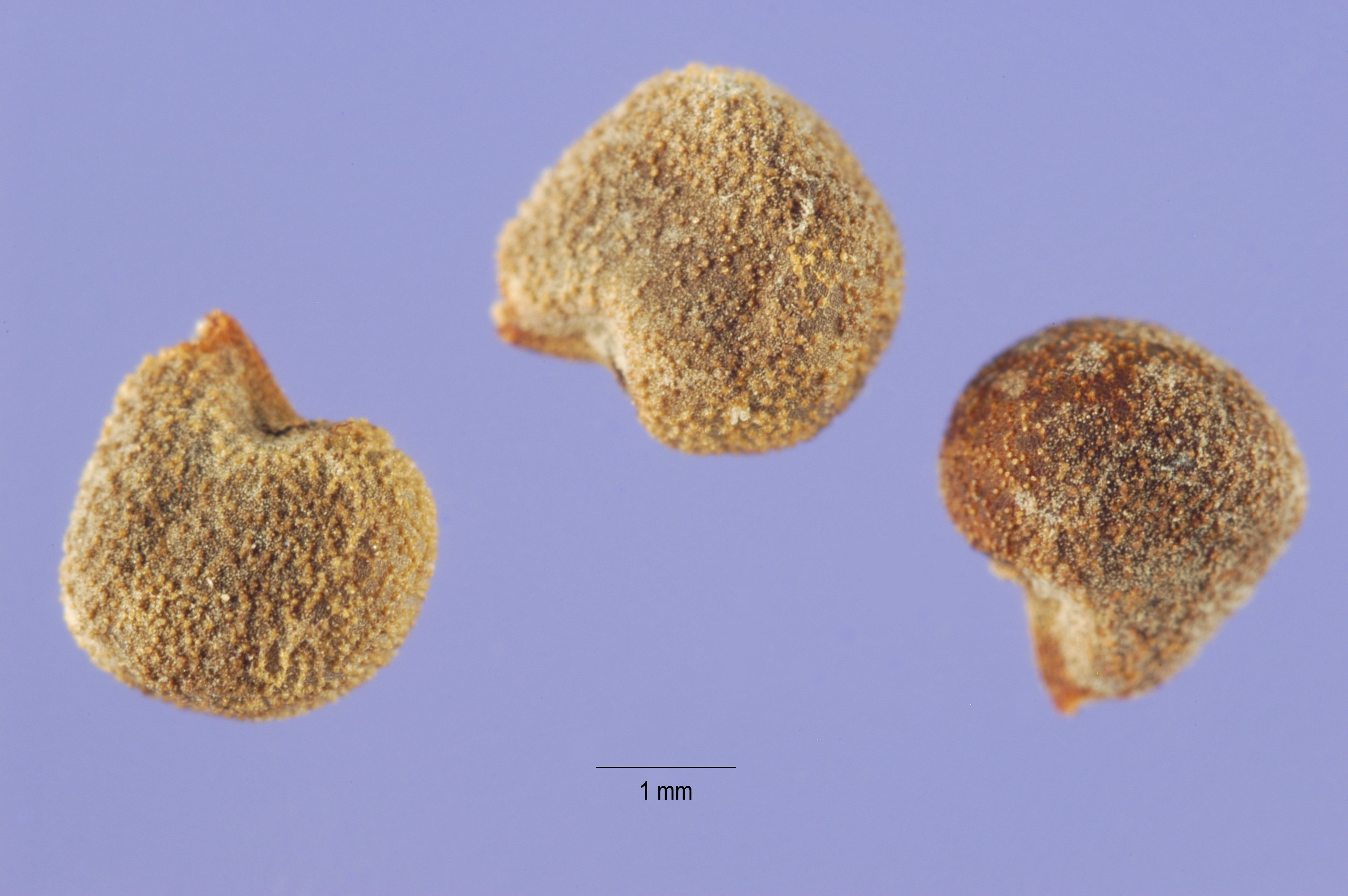
Graines
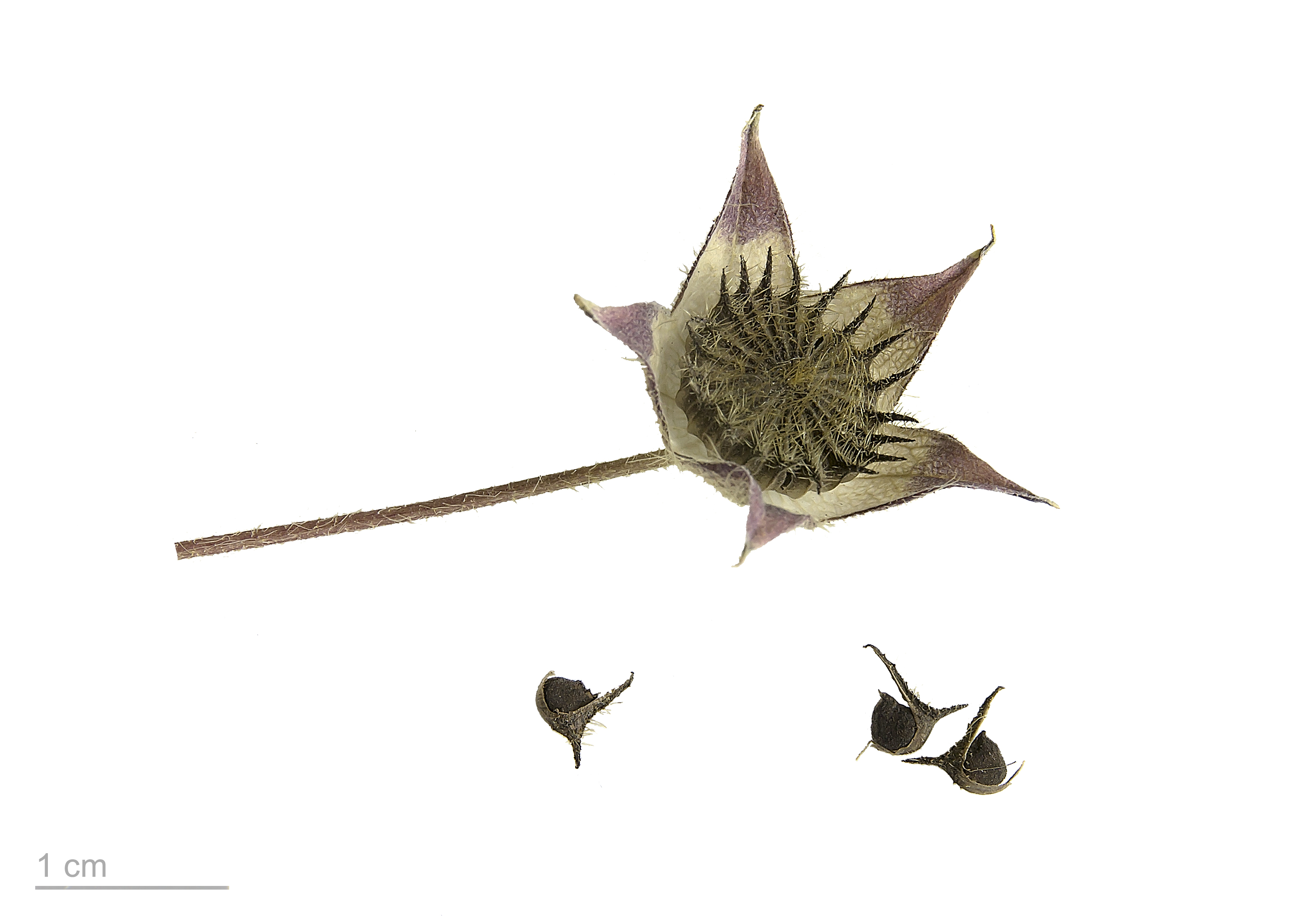
Anoda cristata - Muséum de Toulouse